# Adolphe de Forcade Laroquette
Pour les articles homonymes, voir Forcade et Laroquette.
Jean Louis Victor Adolphe de Forcade Laroquette est un homme politique français né le 8 avril 1820 à Paris où il est mort le 15 août 1874.

## Biographie
Frère utérin du maréchal de Saint-Arnaud, il est successivement ministre des Finances (26 novembre 1860 - 14 novembre 1861), sénateur (1861), vice-président du Conseil d'État (1863), Commerce et de l'Agriculture (1867) et enfin ministre de l'Intérieur (17 décembre 1868) dans le gouvernement Louis-Napoléon Bonaparte (3). Il se fait remarquer par sa rigueur envers la presse d'opposition et désapprouve les tentatives de l'Empire libéral. Après la formation du cabinet Ollivier (2 janvier 1870), il donne sa démission de sénateur et se fait élire député de Lot-et-Garonne. Il devient alors l'un des chefs de la droite. Après la chute de l'Empire, il se retire de la vie politique.
Avant d'être ministre, il fut directeur général des forêts de 1857 à 1860, succédant à Louis Graves, décédé.
Il était propriétaire du château Malromé dont il avait hérité en 1847.
Adolphe de Forcade Laroquette a été conseiller général du canton de Sauveterre-de-Guyenne, en Gironde, de 1864 à 1870.

## Sources
- « Adolphe de Forcade Laroquette », dans Adolphe Robert et Gaston Cougny, Dictionnaire des parlementaires français, Edgar Bourloton, 1889-1891 [détail de l’édition]
- Larousse du XXe siècle
- Sauveterre-de-Guyenne 700 ans d'histoire (1281-1981) - Société des Bibliophiles de Guyenne - 1985